# 운현초등학교
운현초등학교(雲峴初等學校)는 대한민국 서울특별시 종로구에 있는 사립 초등학교이다. 대한민국 최초의 열린교육 시행 초등학교이기도 하다.

## 개요
1985년 12월 31일 학교법인 덕성학원이 학교 설립을 인가받아 1986년 3월 5일 개교하였다. 학교 설립과 함께 대한민국 최초로 열린교육을 실시하였다. 사립 초등학교이지만 교복을 착용하지 않으며, 한 학년에 하나의 학급으로 이루어져 있어 입학 시부터 졸업 때까지 한 반을 유지한다.

## 학교 연혁
- 1985년 9월 2일 - 학교설립위원회 설치
- 1985년 12월 31일 - 학교 설립 인가